# Johannes Poncius
Johannes Poncius (o Pontius, també anomenat John Ponce o John Punch ; * 1599 o 1603 a Cork, † 26. Maig de 1661 a París) va ser un franciscà irlandès (OFM Obs, filial de la Família franciscana) i representant de l'escotisme.

## Biografia
Poncius va ingressar com a novici al convent de Sant Antoni dels franciscans irlandesos de Lovaina i va estudiar filosofia a Colònia i teologia a Lovaina. Lucas Wadding, el va portar a Roma al recent fundat l'any 1625, Collegium Sancti Isidori d'Urbe, que hauria de servir per a la formació dels franciscans irlandesos i la renovació dels estudis d'escotisme. Poncius fou admès com un dels primers alumnes al setembre de 1625, i s'hi va quedar treballant com a professor de filosofia i teologia després de completar els seus estudis. Va participar en l'edició de Wadding de les obres de Johannes Duns Scotus. També va ser rector de l'Irish College (Ludovisian College), fundat per la institució de Wadding per a la formació de sacerdots del món irlandès. El 1648, Poncius va deixar Roma i va anar primer a Lió durant algun temps, després a París, donant classes a ambdós llocs. Va morir a París el 1661.

## Poncius i la "Navalla d'Ockham"
Va popularitzar la coneguda fórmula "entia non sunt multiplicanda praeter necessitatem" ("només cal acceptar tantes entitats com sia absolutament necessari"), que durant molt de temps va començar com la formulació d'una idea bàsica nominalista i, a continuació, va servir per redactar el concepte de la Navalla d'Ockham, que encara que Poncius la va atribuir a Guillem d'Ockham, el 1639, en l'edició de Wadding de l'Opus Oxoniense (de Duns Scotus), apareix en una forma lleugerament diferent "non sunt multiplicanda entia sine necessitate" tal com fou citada pels escolàstics. De fet, aquest principi també es documenta a la Logica Vetus et Nova (1654) de Johannes Clauberg.

## Obra
- Integer philosophiae cursus ad mentem Scoti. Roma 1642. Extracte de la versió revisada de París de Lyon 1672
- Scotus Hiberniae restitutus. París 1660.
- Commentarii theologici quibus Io. Duns Scoti Quæstiones in Libros Sententiarem elucidantur & illustrantur.. París 1661.